# J. R. Celski
J. R. Celski (n. 17 iulie 1990, Monterey, California, SUA) este un sportiv ce a reprezentat Statele Unite ale Americii, medaliat olimpic. A participat la 2 ediții ale Jocurilor Olimpice (2010, 2014) în care a câștigat o medalie de argint și două medalii de bronz.